# Георгиевская улица (Владимир)
Гео́ргиевская у́лица — пешеходная улица в Октябрьском районе города Владимира. Проходит в исторической части города между Большой Московской и Спасской улицами. Нумерация домов ведётся от Большой Московской улицы.

## Расположение

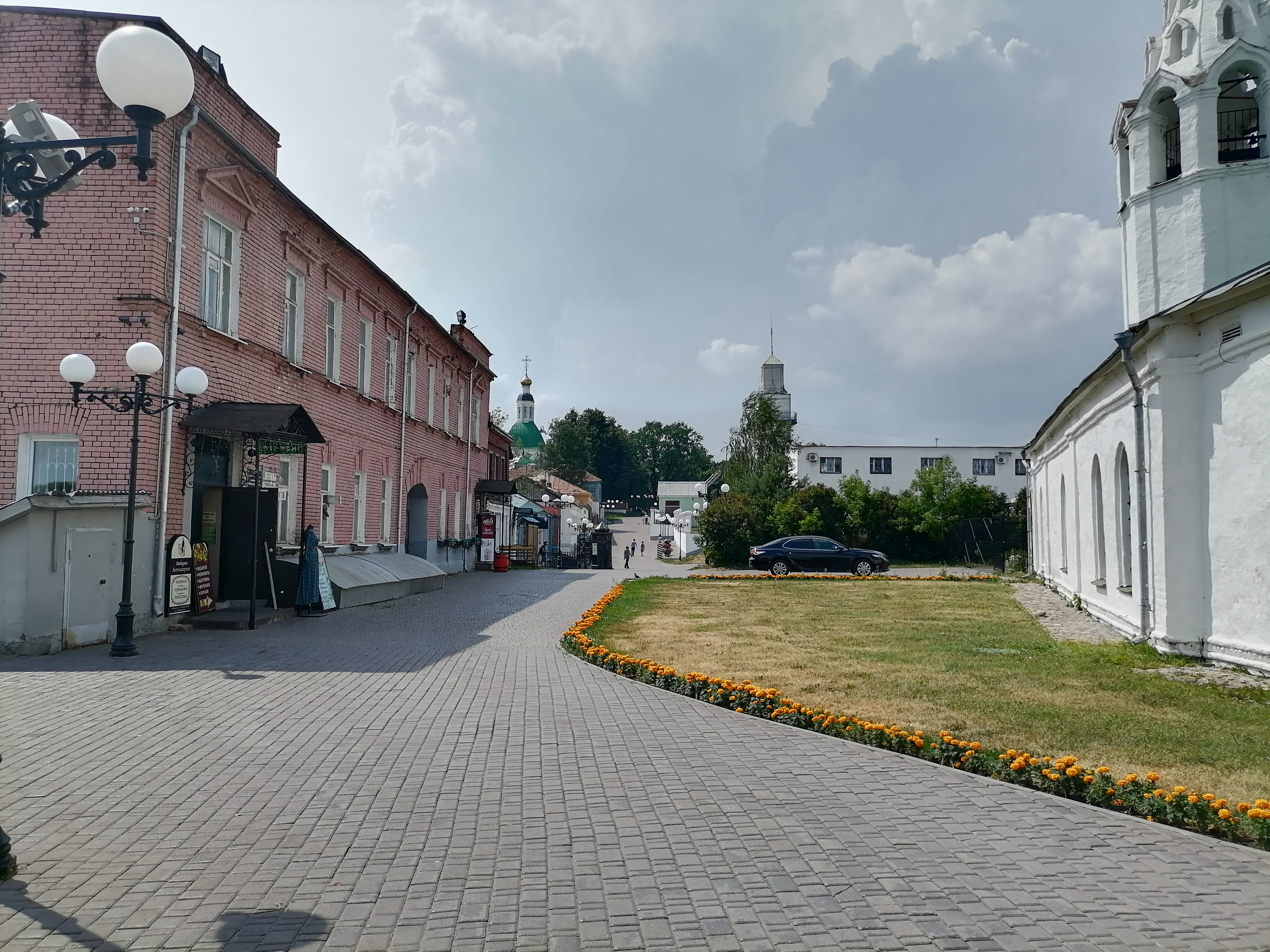
Вид в сторону Спасской улицы

Георгиевская улица расположена в историческом центре Владимира, на территории бывшего Нового города. Начинается между домами № 24 и 26 по Большой Московской улице, узким проулком проходит мимо Георгиевской церкви и далее идёт параллельно Большой Московской улице по направлению к ансамблю Спасской и Никольской церквей вдоль гребня береговой террасы высокого плато, на котором в XII веке располагались княжеские дворы Юрия Долгорукого и Андрея Боголюбского. При дворе князя Юрия Долгорукого в 1129—1157 годах была выстроена Георгиевская церковь, а на рубеже XII—XIII веков — женский монастырь (упразднён в 1712—1715 годах), давшие впоследствии название улице.

## История

### XVII—XIX века
Впервые улица документально упомянута в писцовой книге города Владимира 1625—1626 годов, где переписчики перечисляли «в Егорьевской улице дворы» и «дворы на Егорьевской земле», в которых проживал причт и бобыли Княгинина монастыря. На первом рисованном плане («Чертеже») города Владимира 1715 года между Большой улицей и Георгиевским монастырём показана застройка Георгиевской слободы. В близком к современному очертании — как дорога, соединяющая Георгиевскую и Спасскую церкви, — улица предстаёт на плане Владимира 1781 года.
28 июля 1778 года Георгиевская церковь и прилегающие постройки сгорели. В 1783—1784 годах по новым планам, но на прежнем фундаменте и из старого материала было выстроено современное здание. При церкви существовало кладбище, на котором, согласно метрическим книгам, продолжали хоронить умерших вплоть до 1802 года. Время и обстоятельства исчезновения кладбища и надгробных построек не определены.
В 1805 году на Георгиевской улице была открыта первая во Владимирском крае государственная аптека. До этого времени в городе существовала лишь частная аптека, основанная в 1781 году провизором Христианом Дерингом и находившаяся на территории Богородице-Рождественского монастыря.
В XIX веке церковной землёй оставались участки к западу от церкви, где стоял деревянный дом священника с садом, и к юго-востоку, где располагался дом диакона. Остальные земли стали частным владением аптекарей, мелких чиновников и мещан.
До середины XIX века участок улицы от нынешнего Владимирского спуска до Спасской церкви был узким и неудобным, пока в 1859 году живший на улице купец Ефим Шаров не испросил разрешения «выпланировать» его и «всю Георгиевскую улицу» из-за «значительно возвышенной местности и склона на одну сторону, в особенности против Спасской церкви и Пожарного двора» и «опасности при проездах». Под присмотром городского архитектора Эдуарда Тидена улица в 1860 году была выровнена.
В документах конца XIX века для улицы, прежде именовавшейся Георгиевской или Егорьевской (Юрий, Георгий и Егор — три варианта одного имени), установилось название Верхняя Егорьевская. Нижней Егорьевской улицей назывался нынешний Владимирский спуск.

### XX век
Постановлением президиума горсовета от 8 ноября 1923 года бывшая Верхняя и Нижняя Егорьевские (Георгиевские) улицы в связи с 6-й годовщиной Октябрьской революции были переименованы в улицу Красного Профинтерна — в честь международной организации профсоюзов. В середине 1930-х годов бывшая Нижняя Егорьевская улица стала называться Владимирским спуском. В 1949 году улица Красного Профинтерна была заасфальтирована.
Летом 1964 года возле Старой аптеки снимался эпизод фильма «Женитьба Бальзаминова», в котором матушка Миши встретила сваху. В 1982 году улица была показана в фильме «Полёты во сне и наяву».
В 1986 году начало улицы Красного Профинтерна было реконструировано по проекту «Владимирреставрации» под руководством архитектора Игоря Столетова: восстановлены булыжная мостовая и старинные фонари, отреставрированы фасады аптеки и церкви. Улица превратилась в одно из любимых мест прогулок горожан.
Решением Владимирского городского совета от 19 сентября 1990 года улица Красного Профинтерна была переименована в Георгиевскую.

### XXI век
Весной 2015 года начали выполнять проект устройства на Георгиевской улице пешеходной зоны — «владимирского Арбата». На День города (29 августа) был открыт пешеходный участок улицы в районе Старой аптеки и Георгиевской церкви. Здесь появилась тротуарная плитка, газоны с цветниками, несколько скамеек, бронзовые уличные скульптуры аптекаря и художника работы Игоря Черноглазова и две смотровые площадки, с которых раскрываются виды на живописные заклязьминские дали и древний Успенский собор.
Вторая очередь работ по созданию пешеходной зоны на участке от Георгиевской церкви до Спасского холма произведена в 2016 году. Здесь также была уложена тротуарная плитка, установлены стилизованные под старину светильники, отремонтированы фасады домов, построена подпорная стенка с ограждением у пожарной части. На Георгиевской улице появились бронзовые скульптуры пожарного, шалопая и филёра, а также «таможенный столбик». Новые арт-объекты, выполненные Игорем Черноглазовым, тематически связаны с пожарной частью и «Шалопаевкой» — популярным названием участка расположенной рядом центральной улицы города.

## Здания

### Георгиевская церковь(№ 2а)

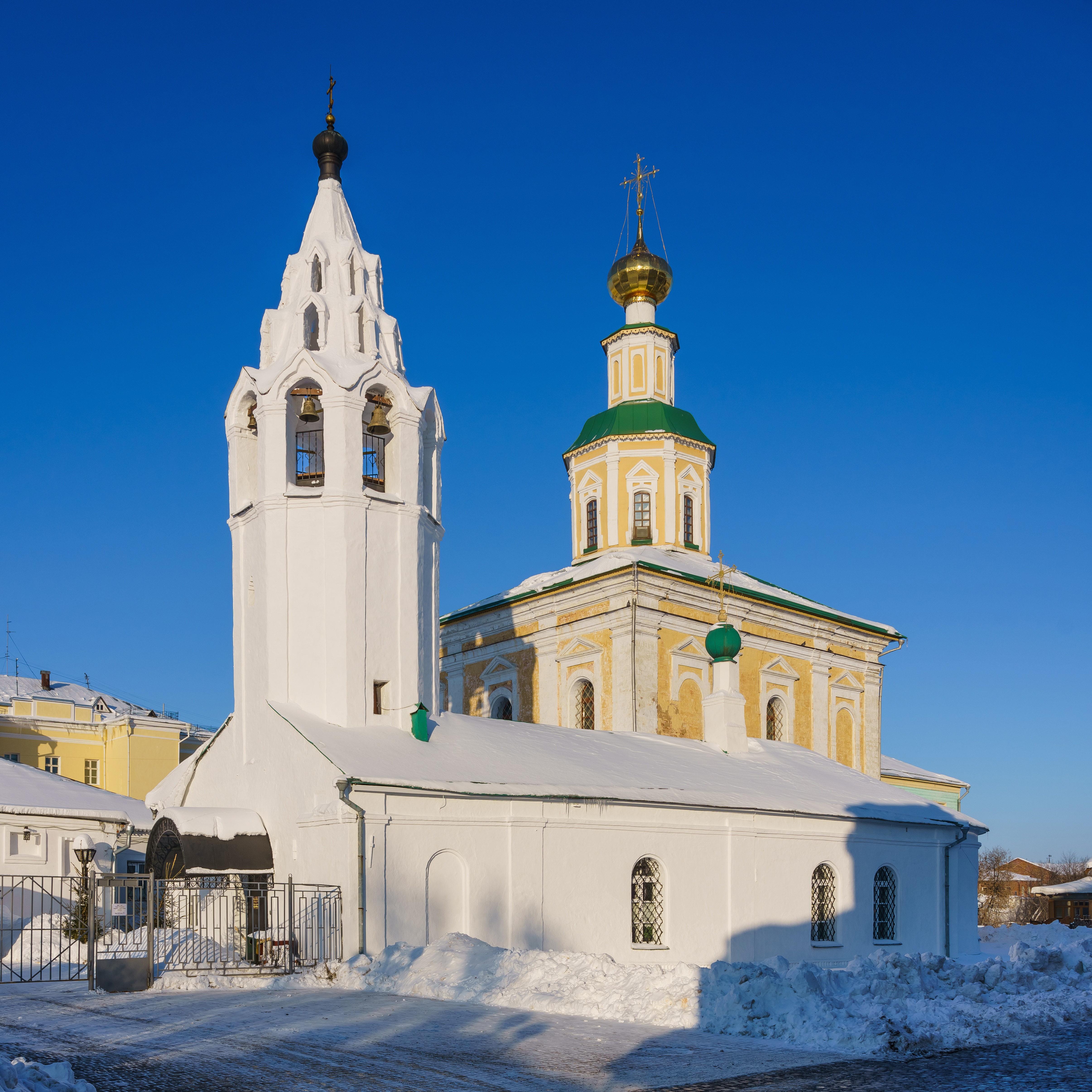
Георгиевская церковь

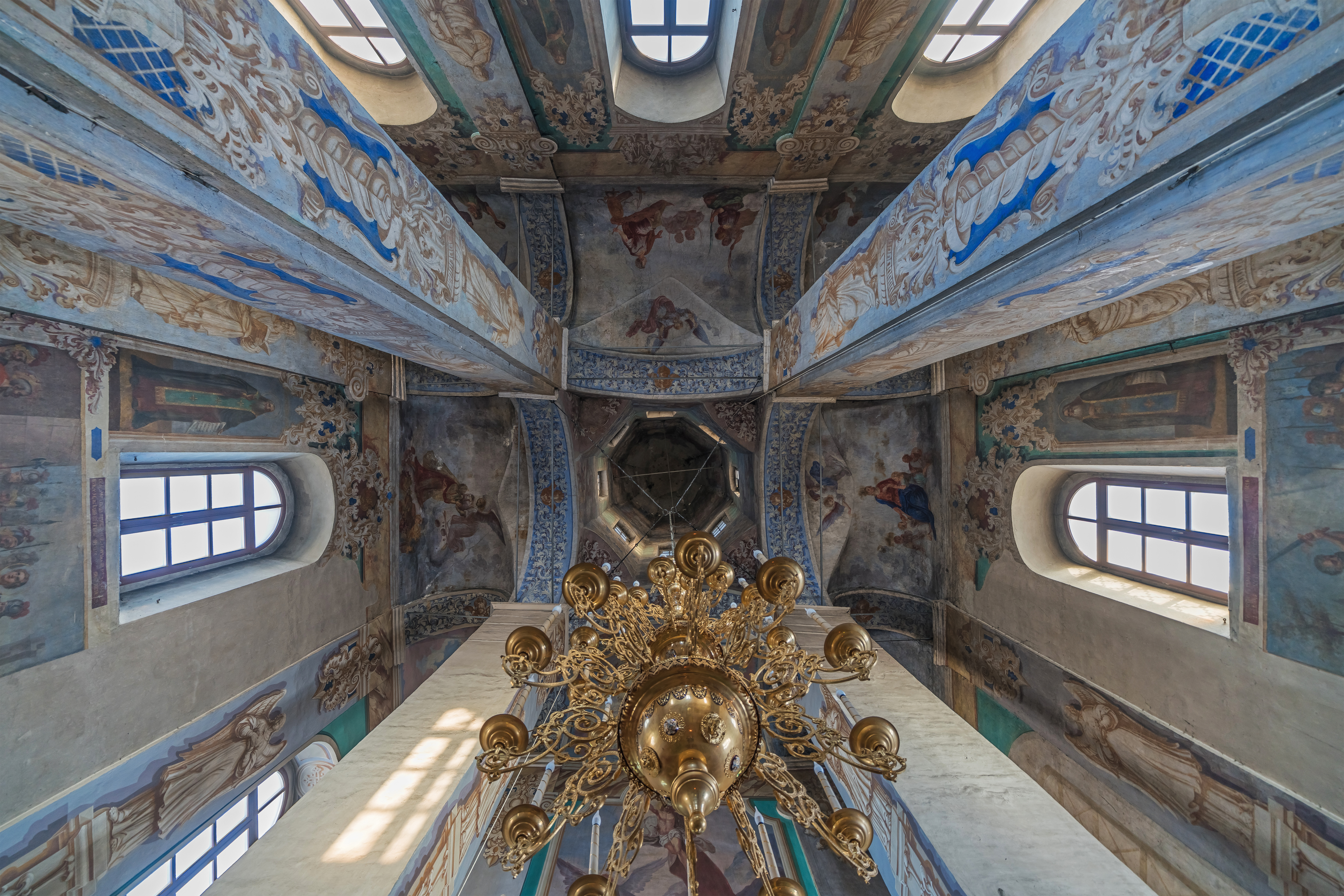
Свод Георгиевской церкви

Современная Георгиевская церковь была построена в 1783—1784 годах вместо сгоревшей в 1778 году прежней церкви на старом фундаменте и с использованием старого белого камня. Она значительно отличается от первоначальной и представляет собой редкий для своего времени тип четырёхстолпного крестово-купольного храма с завершением из двух восьмериков. Венчается храм луковичной главой на цилиндрическом барабане. К четверику примыкают одночастная апсида, трапезная и шатровая колокольня. В 1847 году к церкви с юга был пристроен придел в честь святого равноапостольного князя Владимира.
7 марта 1930 года Георгиевская церковь была закрыта и передана артели «Электрик», разместившей здесь токарную мастерскую, а перед войной — мясокомбинату. В 1986 году храм был отреставрирован, и с 20 сентября здесь начали проходить концерты Владимирского камерного хора под управлением Эдуарда Маркина. В 2006 году храм передан Владимиро-Суздальской епархии, а Центр хоровой музыки переместился в Зал классической музыки (Большая Московская улица, 28).

### Дома Ильина (№ 2б и № 2д)
Здания построены в 1844 году владельцем бывшего губернаторского и гимназического дома купцом Петром Ильиным. Их занимают Дом фольклора Областного центра народного творчества (№ 2б) и Центр классической музыки (№ 2д). В фильме «Женитьба Бальзаминова» Дом фольклора предстал в виде тюрьмы.
Другие дома чётной стороны улицы (№ 2 священника Сперанского, № 4 и 8 Краснощёкова) были снесены во второй половине XX века.

### Дом Вострухина (№ 1)
Двухэтажный каменный дом в начале улицы принадлежал купцу Ивану Славнову, а в 1894 года был выкуплен у наследников Славнова богатым купцом, бывшим крестьянином Василием Вострухиным. Он отделал здание, украсив карнизом, поясками и сандриками, сделал в 1903 году каменную двухэтажную жилую пристройку со двора. В настоящее время дом Вострухина занимает Владимирская капелла мальчиков Центра классической музыки.

### Старая аптека (№ 3)

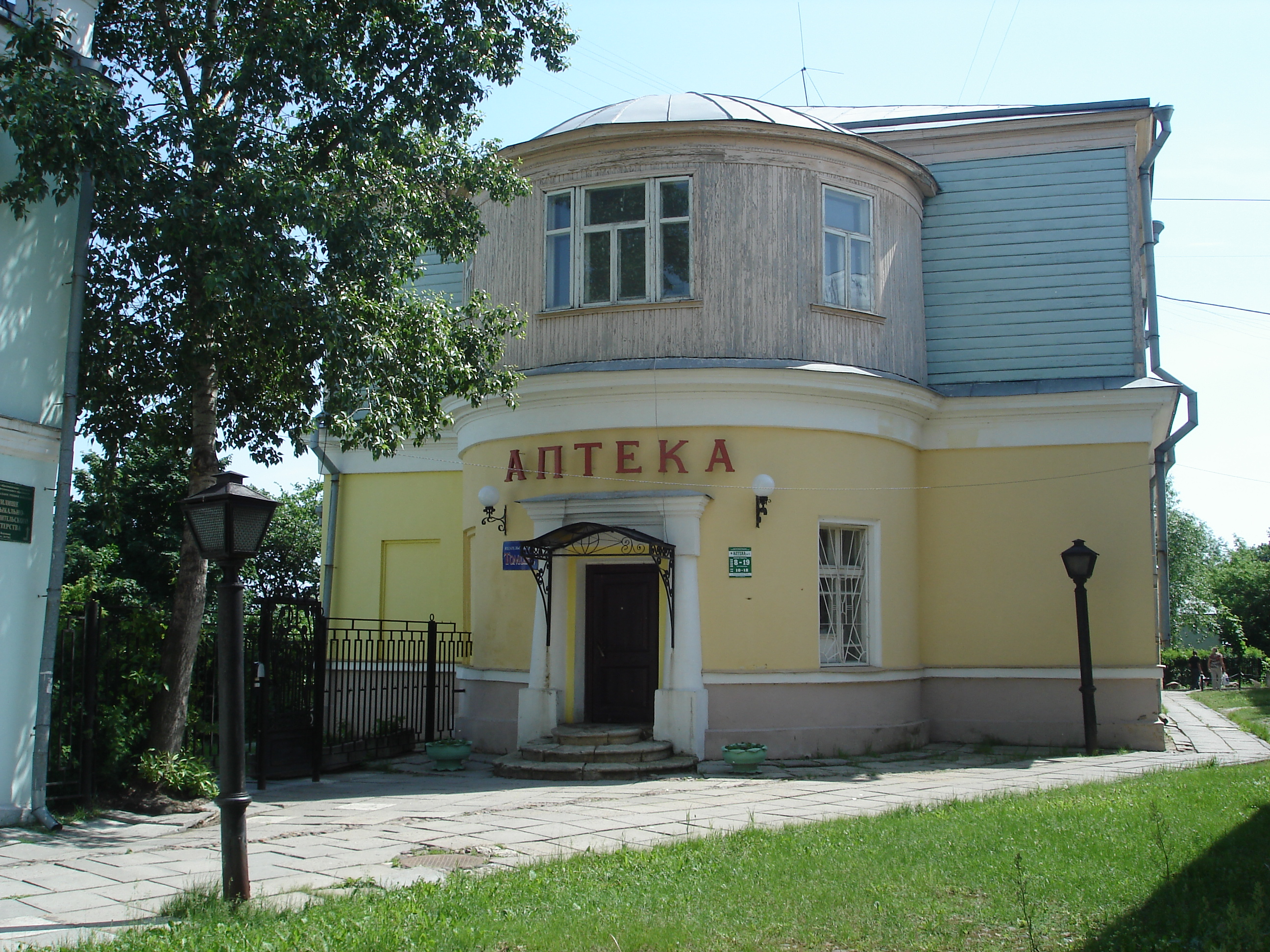
Старая аптека

За домом Вострухина стоит здание, известное среди владимирцев как Старая аптека. Двухэтажный полукаменный дом под железной кровлей был построен в 1790 году на расстоянии 8 аршин от церковного алтаря как один из трёх флигелей при большом губернаторском доме (доме Приказа общественного призрения; ныне Большая Московская улица, 24). 15 сентября 1805 года в этом флигеле была открыта первая во Владимирской губернии государственная аптека. Первым казённым аптекарем стал прибывший из Москвы немец Христофор Калкау.
После 1917 года здание аптеки было муниципализировано и получило домовой номер 3. На нижнем этаже в советские годы находились дежурная аптека № 1 и аптекоуправление, второй этаж занимали областной отдел переселения и организованного набора рабочих при горисполкоме, областной совет добровольного спортивного общества «Урожай», механизированная колонна треста «Сельэлектрострой» и другие организации. В бывшей аптечной лаборатории (дом № 3г) в 1928 году разместилась кузница артели «Электрик».
Аптека прекратила свою деятельность в 2010 году. В здании лаборатории ныне размещается кузница-музей Бородиных — творческая мастерская художественной ковки кузнецов Юрия и Алексея Бородиных.

### Жилые дома (№ 7—15)
За кузницей Бородиных и через дорогу от придела Георгиевской церкви расположен двухэтажный кирпичный дом № 7 — бывший дом владимирского 2-й гильдии купца Ильи Философова, построенный в 1912 году. В здании размещается проектная компания «Владимирский промстройпроект».
Рядом с домом Философова располагаются полукаменный двухэтажный дом № 9 и угловой деревянный дом на каменном фундаменте (Владимирский спуск, 1), построенные до 1896 года и принадлежавшие мещанину Гавриилу Соболеву. Перед революцией они были куплены Философовым.
Двухэтажный каменный дом № 11 был построен между 1879 и 1888 годами и принадлежал штабс-капитанской жене Евдокии Харизоменовой. Рядом с домом Харизоменовой стоят два жилых каменных дома — № 13а и № 13б постройки 1890-х годов, принадлежавшие мировому судье Егору Пестрово. За домом Пестрово, ближе к Спасской церкви, стоял двухэтажный каменный флигель и рядом ныне существующий двухэтажный полукаменный дом № 15, в которых до 1917 года размещалось Ремесленное общество.
На противоположной стороне улицы расположены здания отдельного поста пожарной части № 3 (юридический адрес — Спасская улица, 5а). По проекту благоустройства пешеходной зоны планируется перенос пожарной части на улицу Батурина и обустройство на её месте «города мастеров».